# Доггер-банка
55°15′ пн. ш. 3°30′ сх. д. / 55.25° пн. ш. 3.5° сх. д.
Доггер-банка (нід. Doggersbank, від староголландського dogge — рибальський човен) — найбільша піщана мілина в Північному морі, за 100 км на схід від берега Англії. Займає площу близько 17 600 км² з максимальною відстанню від південного до північного краю 260 км і від західного до східного краю 95 км. Глибина моря в районі мілини коливається від 15 до 36 метрів, приблизно на 20 метрів менше, ніж в оточуючих мілину водах.

## Опис
З геологічної точки зору мілина є мореною. За часів останнього льодовикового періоду і через регресії океану на місці Доггер-банки був суходіл — Доггерланд.

## Історія
У 1931 р. в районі мілини відбувся землетрус силою 6,1 бали за шкалою Ріхтера — найсильніший з будь-коли зафіксованих у Великій Британії. Також, цей регіон багатий рибою, тут проходить ловля оселедця і тріски.
Доггер-банка була ареною кількох морських битв. Перша з них відбулася 5 серпня 1781 р. між британським та нідерландським флотом в ході Четвертої англо-голландської війни (бій при Доггер-банці, 1781). 
Російські кораблі Тихоокеанської ескадри, що йшли у театр бойових дій Російсько-японської війни на чолі з флагманом броненосецем «Князь Суворов», обстріляли тут британські рибальські судна (Гулльський інцидент), помилково прийнявши їх за японські міноносці. 
Під часі Першої світової війни 24 січня 1915 року при Доггер-банці відбувся бій між британським та німецьким флотами.